# Garbarnia Buchholza
Garbarnia Buchholza – fabryka skór istniejąca w latach 1845–1992 w Bydgoszczy. Pozostały po niej zabytkowy budynek administracyjny jest siedzibą Wyższej Szkoły Gospodarki w Bydgoszczy.

## Położenie
Garbarnia znajdowała się w zakolu Brdy, na jej zachodnim brzegu, u zbiegu ulic Garbary i Grottgera. W 2010 po kompleksie fabrycznym zachowała się jedynie willa fabrykanta Ludwiga Buchholza.

## Historia

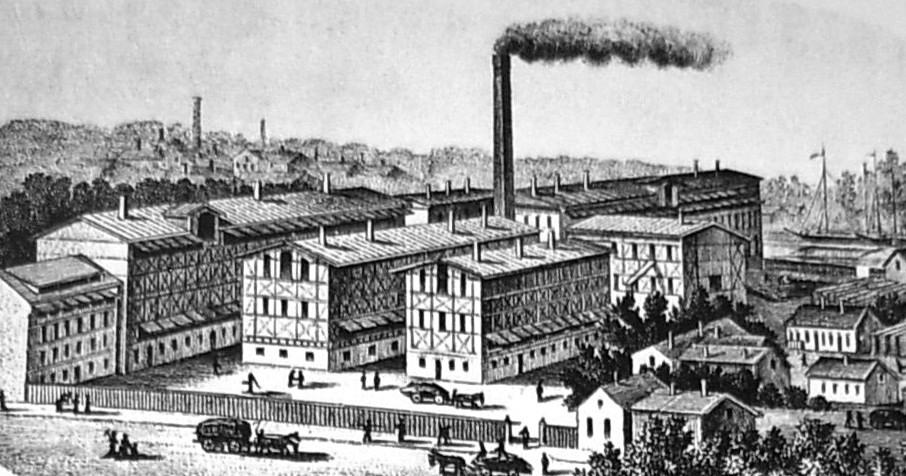
Garbarnia Buchholza pod koniec XIX wieku. Fragment obrazu Bertholda Jaeckela

Garbarnia Buchholza została założona w 1845 przez przybyłego z Koronowa 23-letniego Ludwiga Buchholza. Początkowo mieściła się przy ul. Jezuickiej, następnie w większym budynku przy ul. Przyrzecze 9. W 1862 właściciel zdecydował się na zakup parceli na prawym brzegu Brdy, ówcześnie u zbiegu ulic: Garbary i Grottgera. Projekt całego kompleksu fabrycznego przygotował mistrz ciesielski Heinrich Mautz. W 1862 powstał dom mieszkalny oraz kilka budynków fabrycznych, zaś do 1876 wzniesiono 13 dużych i kilka mniejszych budynków tworzących garbarnię. Do fabryki należały nieruchomości położone przy ul Garbary 2–8 i Grottgera 7–10.
Fabryka była wtedy szybko rozwijającym się przedsiębiorstwem. Wkrótce pobudowano nową halę fabryczną i uruchomiono tartak, wykorzystując dogodne dla spławu położenie zakładu nad rzeką Brdą. Pod koniec XIX w. nastąpiła generalna modernizacja parku maszynowego. Większość urządzeń napędzanych było maszynami parowymi z bydgoskiej fabryki braci Theodora i Adolfa Wulffów.
Garbarnia Buchholza u progu XX wieku należała do największych fabryk skór na wschód od Łaby. Zatrudniała 170 osób i przerabiała 140 tys. skór rocznie. Znaczną część stanowił surowiec zagraniczny. Zasadniczym rynkiem zbytu były Niemcy, zwłaszcza wschodnie prowincje Rzeszy Niemieckiej oraz Berlin. Firma posiadała swoją filię w Królewcu, którą kierował syn właściciela.
Właściciel fabryki brał czynny udział w życiu publicznym. Od 1858 był przez trzy kadencje członkiem Rady Miejskiej w Bydgoszczy. W 1874 został niepłatnym członkiem Magistratu. Przez 34 lata udzielał się w administracji miejskiej, w komisjach i deputacjach. Z okazji 50-lecia garbarni w 1895 przemysłowiec uhonorował najstarszych pracowników, a tym, którzy pracowali w fabryce ponad 6 lat zafundował wysokie nagrody pieniężne. Po śmierci Ludwiga Buchholza w 1900 jego firmą kierował syn Herman.
W okresie międzywojennym i w czasie okupacji garbarnia działała nadal. Jej wyroby były kilkukrotnie nagradzanie na targach międzynarodowych, m.in. w Rzymie 1926 i w Paryżu 1927 r. Przedsiębiorstwo znajdowało się nadal pod wpływem kapitału niemieckiego. Po okresie wielkiego kryzysu pod koniec lat 30. XX w. garbarnia wykorzystywała w 50% swoje moce przerobowe, zatrudniając ok. 250 pracowników.
Po II wojnie światowej fabryka została upaństwowiona i przejęta przez Zakłady Obuwnicze „Kobra”. W 1956 powstała filia zakładu przy ul. Chocimskiej. W latach 70. XX wieku fabryka produkowała 13 tys. par butów dziennie (głównie obuwie męskie), w tym 1600 par dla służb mundurowych (PKP, straż pożarna, MO i ZOMO). Produkcja przedsiębiorstwa eksportowana była głównie do Wielkiej Brytanii, Niemiec oraz do ZSRR. Fabryka funkcjonowała jeszcze w latach 80. XX wieku. W roku 1992 z powodu upadłości firmy zaprzestano w niej produkcji skór, a całą parcelę nabyła w 1999 Wyższa Szkoła Gospodarki, która w miejsce starych zabudowań fabrycznych wzniosła budynki uczelniane.

## Willa Buchholza
Pozostałością po zakładzie Buchholza jest willa właściciela utrzymana w stylu eklektycznym, z przewagą form neobarokowych. Budynek ten jest przykładem dominanty architektonicznej kompleksu fabrycznego na podobieństwo założeń przemysłowych II połowy XIX wieku znanych np. z Łodzi i Warszawy. Pełnił on rolę mieszkania dla właściciela oraz biur.
Swój obecny wygląd zawdzięcza kolejnym przebudowom, zwłaszcza z 1899 roku, której autorem był bydgoski budowniczy Carl Rose. Ten sam projektant w 1914 roku dobudował do willi budynek tylny. Stworzył w ten sposób mały, wewnętrzny dziedziniec dla willi, przeszklony w latach 40. XX w. i zamieniony na palmiarnię przez hamburskiego architekta Carla Schauma.
We wnętrzach willi zachował się oryginalny przyścienny kominek znajdujący się w sieni parteru. Prawdopodobnie pojawił się on podczas przebudowy w 1899 r. W dekoracji kominka wykorzystano motywy neobarokowe.
Od 1999 w dawnej willi Ludwika Buchholza mieści się siedziba Wyższej Szkoły Gospodarki w Bydgoszczy.

## Galeria

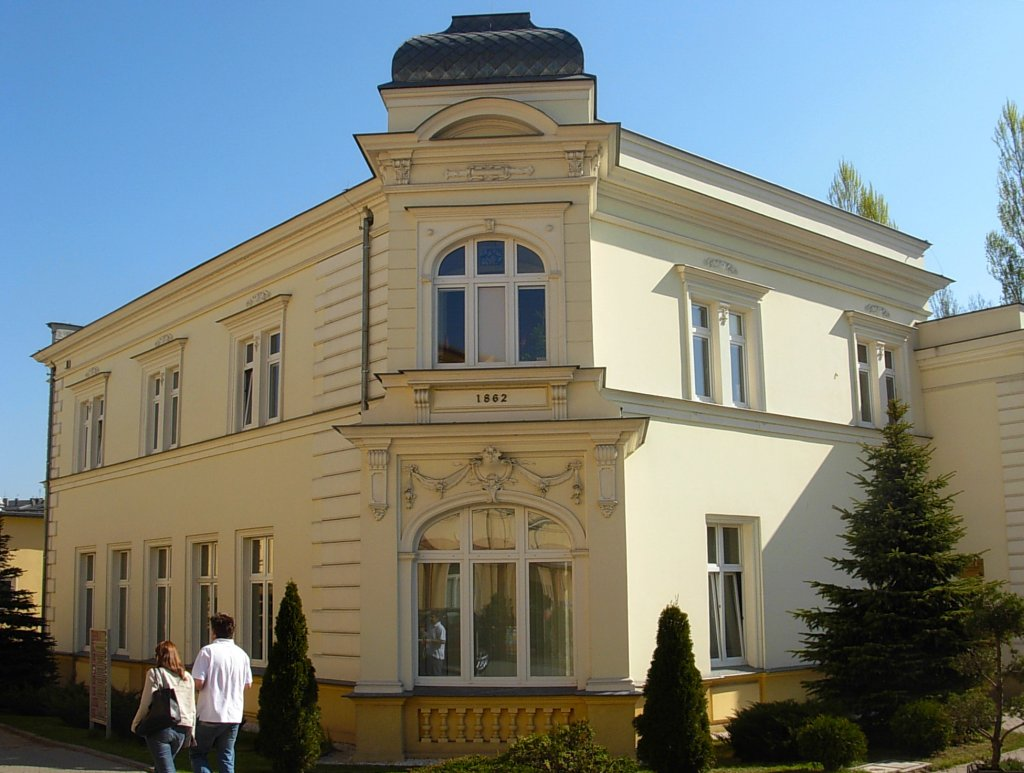
Widok od dziedzińca WSG
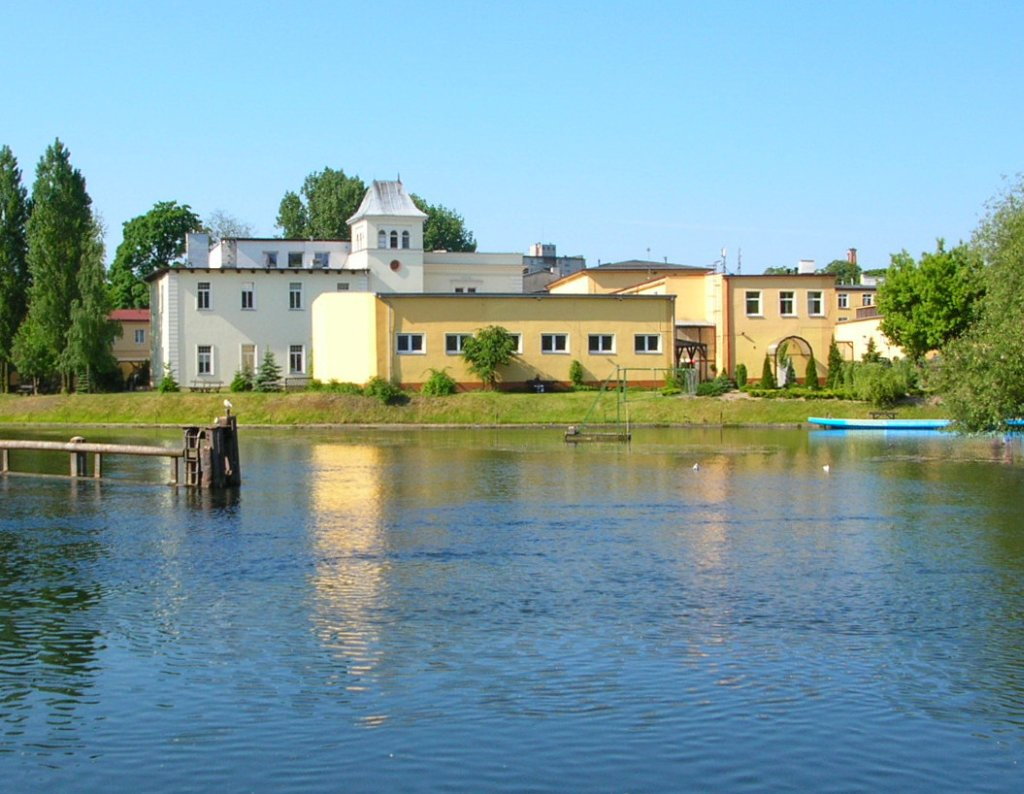
Widok od Brdy
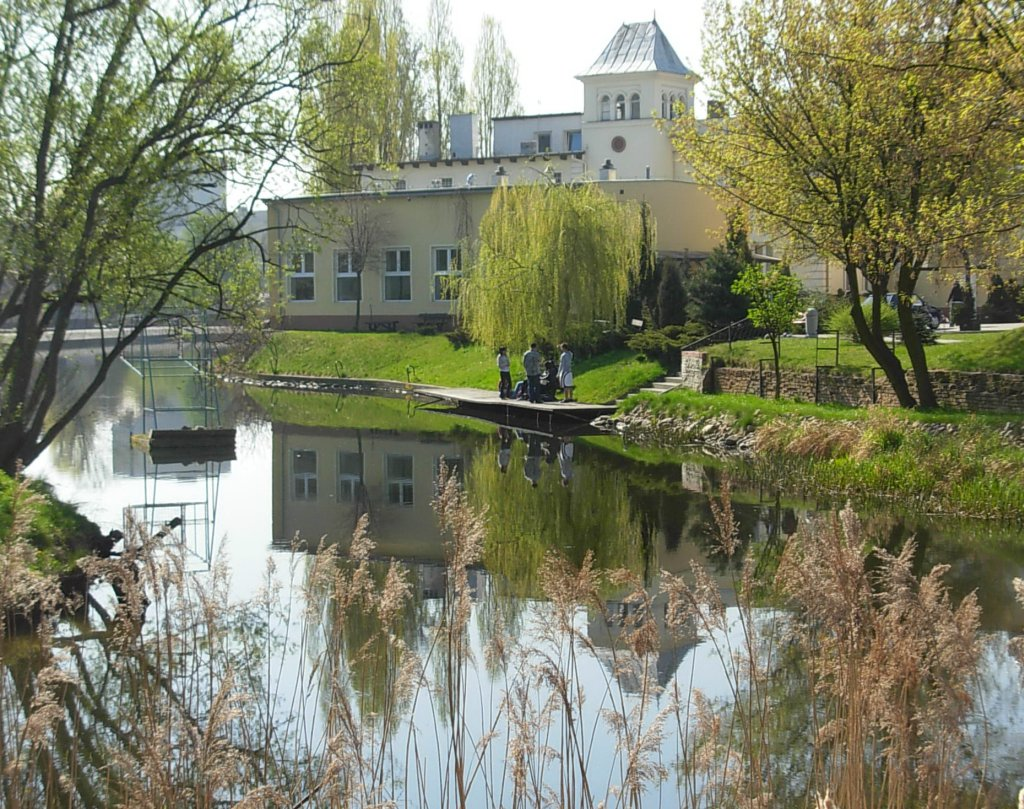
Widok od strony parku WSG
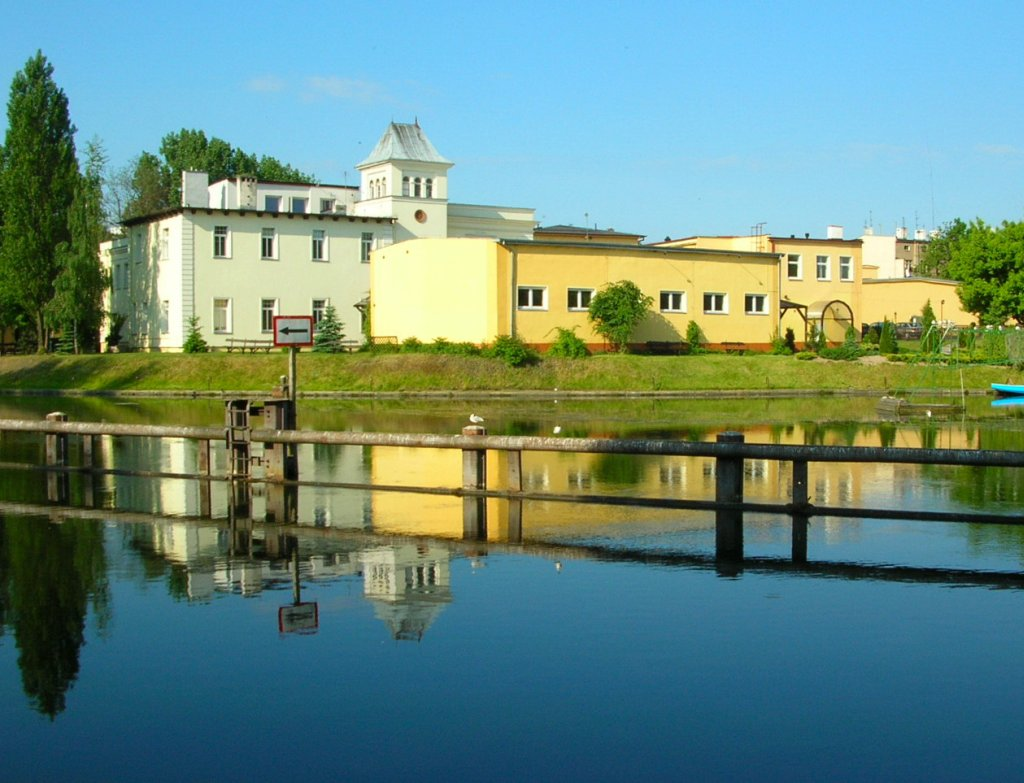
Widok od Brdy